# Рио-Негро (департамент)
Рио-Негро (исп. Río Negro) — департамент в западной части Уругвая, занимает территорию 9282 км². Административный центр — город Фрай-Бентос. Департамент был создан в 1868 году из части территории Пайсанду.

## География
Граничит с департаментом Пайсанду — на севере, Такуарембо и Дурасно — на востоке, Сорьяно — на юге и с Аргентиной — на западе. Граница с Аргентиной проходит по реке Уругвай, а южная граница провинции — по реке Рио-Негро.
С северо-востока на юго-запад Рио-Негро проходит холмистая гряда Аэдо, другая, менее значительная гряда — Наварро.

## Население
Население департамента по данным на 2011 год составляет 54 765 человек. По данным на 2004 год население Рио-Негро насчитывало 53 989 человек.
- Прирост населения: 0,509 %
- Уровень рождаемости: 17,91 на 1000 чел.
- Уровень смертности: 7,95 на 1000 чел.
- Средняя продолжительность жизни: 76 лет (72,5 для мужчин и 79,6 для женщин).

Основные населённые пункты:
| Населённый пункт | Население, чел. (2011) |
| ---------------- | ---------------------- |
| Фрай-Бентос      | 22 406                 |
| Йонг             | 16 756                 |
| Нуэво-Берлин     | 2450                   |
| Сан-Хавьер       | 1781                   |
| Баррио-Англо     | 785                    |
| Альгорта         | 779                    |
| Грекко           | 598                    |

## Административное деление
Департамент Рио-Негро делится на 2 муниципалитета:
- Йонг (Young)
- Нуэво-Берлин (Nuevo Berlín)

## Экономика
Экономика региона базируется на сельском хозяйстве, основные культуры: лён, подсолнечник, пшеница и другие зерновые. Развито мясное и молочное животноводство. Промышленность ориентирована на переработку сельскохозяйственной продукции. Фрай-Бентос — речной порт.